# Johann Christoph Ullmann
Pour les articles homonymes, voir Ullmann.
Johann Christoph Ullmann, né le 3 septembre 1771 à Cassel et mort le 6 août 1821 à Marbourg, était un minéralogiste allemand, professeur à l'université de Marbourg. Le minéral ullmannite a été nommé en son honneur.

## Biographie
Johann Christoph Ullmann est le fils de Johann Friedrich Ullmann, de Hofgeismar, futur surintendant des finances de Marburg, et de Marien Elisabeth Bode, fille du major de place Johann Christoph Bode. Le médecin Christoph Ullmann (médecin) (de) est son frère. Il épouse la veuve de Hans Adolph Friedrich von Eschstruth (de), qui avait été conseiller au tribunal de la cour.
Il fait ses études à l'École des mines de Freiberg en 1790 et obtient le titre de docteur à Marbourg en 1792. De 1793 à 1797, il est professeur adjoint de philosophie et sciences économiques à l'université de Marbourg, puis il devient professeur de sciences politiques, des mines et de métallurgie. Il est le premier professeur de Marbourg à avoir été formé dans cette discipline par Abraham Gottlob Werner, de l'École des mines de Freiberg.
À partir de 1795, Johann Christoph Ullmann succède à Johann Gottlieb Waldin (1728-1795) pour la direction du cabinet minéralogique de Hesse (hessische Mineralien-Cabinett) de l'université de Marbourg (l'actuel musée minéralogique de l'université de Marbourg (de)).
Jusqu'à sa mort, Johann Christoph Ullmann est membre de la loge maçonnique Marc Aurel zum flammenden Stern de Marbourg ; il décède en tant que Oberbergrat.